# JaQuori McLaughlin
JaQuori McLaughlin (Port Angeles, 29 gennaio 1998) è un cestista statunitense.